# Kalkkoppmossa
Kalkkoppmossa (Entosthodon muhlenbergii) är en bladmossart som beskrevs av Allan James Fife 1985. Kalkkoppmossa ingår i släktet koppmossor, och familjen Funariaceae. Enligt den svenska rödlistan är arten nära hotad i Sverige. Arten förekommer på Gotland och Öland. Artens livsmiljö är jordbrukslandskap. Inga underarter finns listade i Catalogue of Life.